# دقيقة كبريتية بوبانسوارية أحادية الخلية
دقيقة كبريتية بوبانسوارية أحادية الخلية (الاسم العلمي: Thiomonas bhubaneswarensis) هي نوع من البكتيريا، سلبية الغرام، تتبع جنس الدقائق كبريتية أحادية الخلية.